# Felipe Pedrell
Felipe Pedrell Sabaté (Tortosa, 19 de febrero de 1841-Barcelona, 19 de agosto de 1922) fue un musicólogo, compositor y músico español.
El más importante de sus cometidos consistió en la creación de la musicología moderna española. Fue el primer músico que se encargó de estudiar la música tradicional o folclórica española (etnomusicología), encontrando particularmente en el flamenco el objeto e inspiración adecuados para emprender la búsqueda de una música nacional o de carácter propio en España. Por otra parte, fue editor y estudioso de la obra de Tomás Luis de Victoria, reivindicando la gran tradición renacentista española conducente al Barroco.
Gracias sobre todo a la gran labor de Pedrell, los compositores españoles comenzaron a incluir temas, ritmos y escalas propios de la tradición española, creando lo que se conoce como "nacionalismo musical español". Entre sus principales discípulos directos se encuentran Isaac Albéniz, Enrique Granados, Roberto Gerhard, Cristòfor Taltabull, Pedro Blanco, José María Peris Polo, Joaquín Turina y Manuel de Falla. De esta manera, cabe decir que Pedrell enlaza y reconduce el universalismo musicológico de Antonio Eximeno a las necesidades teóricas y prácticas de la música española de su tiempo en correspondencia con las demás importantes tradiciones europeas.
Felipe Pedrell representa, tras el universalista Antonio Eximeno (1729-1808), la cumbre, o uno de los dos grandes momentos, de la musicología española moderna. Cabe afirmar que prosiguió la construcción musical española emprendida por Francisco Asenjo Barbieri, quien únicamente se le puede comparar en el trazado de ese proyecto.
El fondo de documentación personal de Felipe Pedrell se conserva en la Biblioteca de Cataluña.

## Biografía intelectual
Sus primeros contactos con la música los hizo como cantor infantil del coro de la catedral de Tortosa en su villa natal. A la edad de quince años, ya compuso un Stabat Mater a tres voces. En 1863 Pedrell acude a Barcelona para seguir sus estudios musicales, pero pronto viaja a Roma (1876) y París (1877) pensionado por las Diputaciones de Tarragona y Gerona a fin de desarrollar sus conocimientos musicales. Más tarde, en 1894 se traslada a Madrid donde obtiene en 1915 el nombramiento de profesor del Conservatorio.

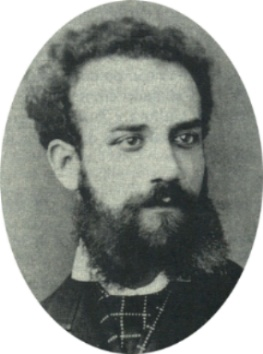
Pedrell en torno a 1870.

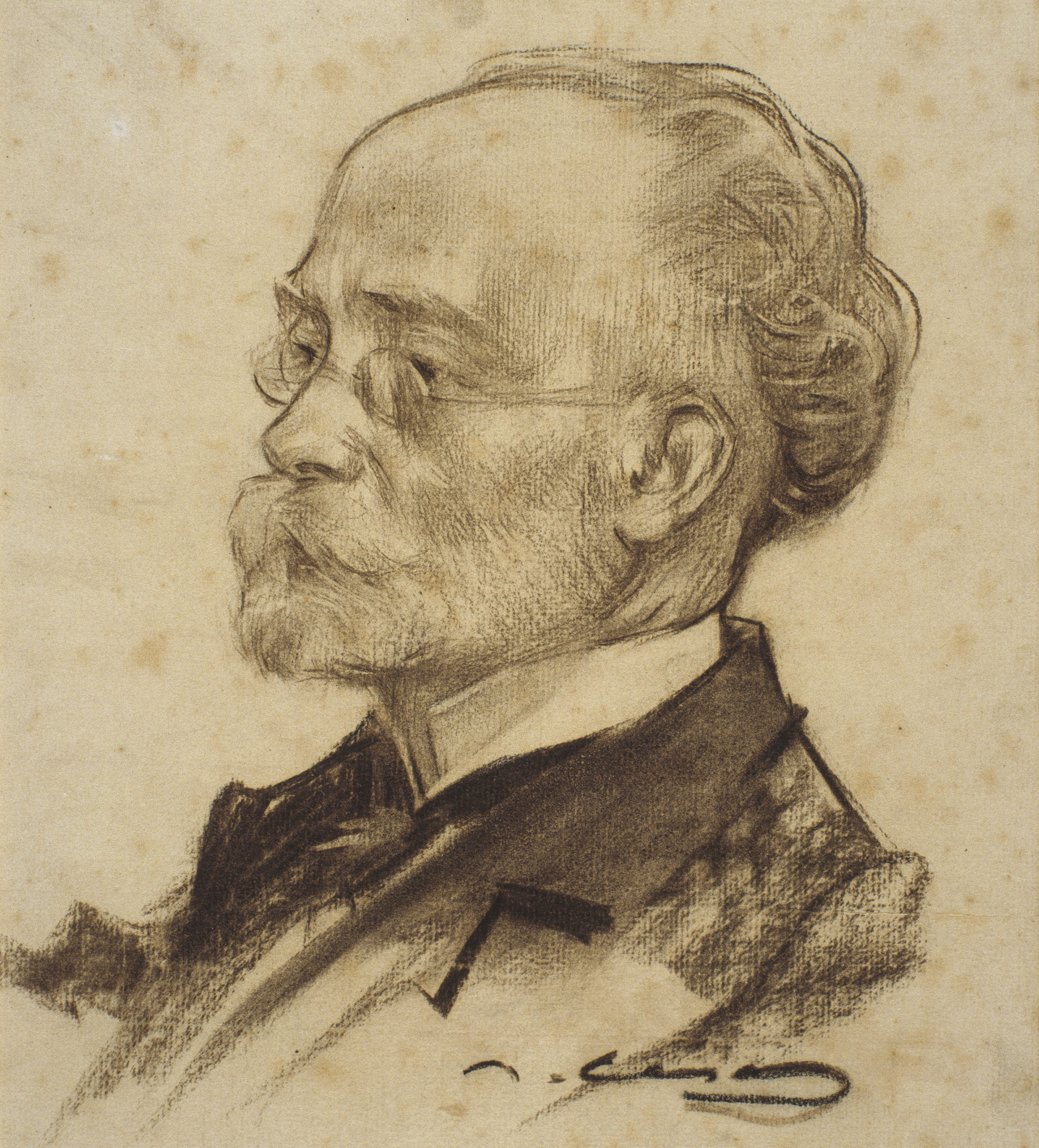
Pedrell visto por Ramon Casas (MNAC).

Gracias a sus viajes a Italia y Francia, Pedrell fue el primer músico catalán moderno en relacionarse con la música extranjera.[cita requerida] Esto fue decisivo para la definición de sus futuras tendencias musicales como compositor de música culta y popular. Es de recordar que fue uno de los introductores en España de la música de Richard Wagner, llegando a ser conocido como «el Wagner español». Por otra parte, en su faceta de teórico musical, e impulsor de la inspiración en las canciones populares como punto de partida para la creación, fue maestro de músicos como Isaac Albéniz, Enrique Granados, Manuel de Falla, Robert Gerhard, entre otros, pudiéndose afirmar que definitivamente construye la moderna Escuela de Música Española.
Como musicólogo, también se interesó por la terminología y llevó a cabo un compendio de voces técnicas, entre la que recoge de modo minucioso las de origen popular. Si en su dedicación académica se ha de reconocer la fundación de escuelas de musicología en toda España, entre su amplísima dedicación musicológica cuenta, junto al publicismo y la crítica periodística, la elaboración de repertorios, investigaciones históricas y la edición de la obra de numerosos compositores, como Joan Brudieu y, especialmente, Tomás Luis de Victoria, clave y fundamento de la Historia de la música en España.
Pedrell fue un compositor muy activo, por cuanto se aplicó al desarrollo de los más diversos estilos musicales. Así, además de sus óperas, compuso también una gran cantidad de piezas líricas, poemas sinfónicos y música religiosa y de cámara.

## Obras de musicología

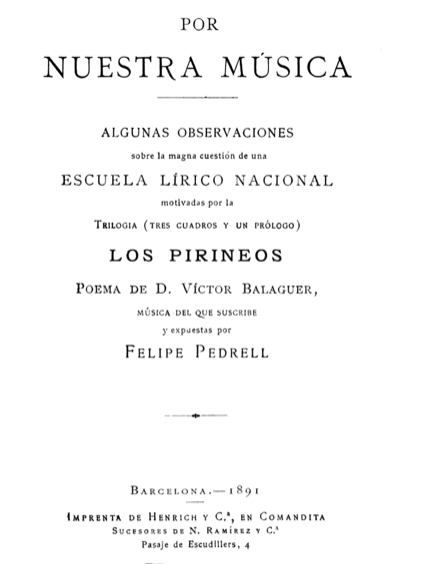
Portada de Por nuestra música (1897), de F. Pedrell

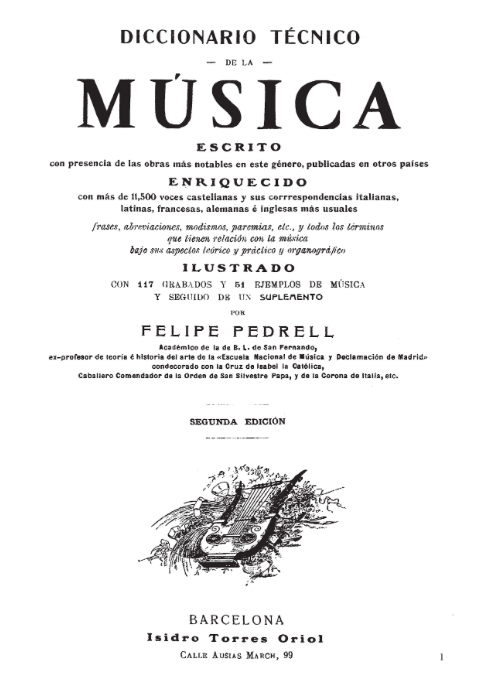
Portada del Diccionario Técnico de la música de F. Pedrell

Pedrell, editado ya en su tiempo en diversas lenguas, fue autor desde manuales a importantes tratados, investigaciones musicológicas y editor de colecciones e incluso publicaciones periódicas.

### Monografías
- Gramática musical, o manual expositivo de la teoría del solfeo (en colaboración con Tomás Campano) (1883.)
- Diccionario técnico de la música. Escrito con presencia de las obras más notables de este género (1894) - Eds. facsimilares: Valencia, Librería París-Valencia, 1992; Valladolid, Maxtor, 2009.[3]
- Hispaniae Schola Musica Sacra (1896).
- Por nuestra música (1897) - Pour notre musique quelques observations sur l'importante question d'une ecole lyrique espagnole motivees par la trilogie Les Pyrenees.
- Diccionario biográfico y bibliográfico de músicos españoles (1897).
- L'evoluzione musicale della Spagna (Roma, 1898).
- El teatro lírico español anterior al siglo XIX (1898).
- Folklore musical castillan du XVIe siècle (1988).
- Emporio Científico e Histórico de Organografía Musical Antigua Española (1901).[13]
- La festa d'Elx o el drama litúrgic espanyol (1901) - La festa d'Elche, ou Le drame lyrique liturgique espagnol. Le trépas et l'assomption de la Vierge. Conférence Composée pour les Fêtes musicales et populaires de la Schola à Montpellier (París, 1906) - La festa de Elche o el drama lírico-litúrgico La muerte y la asunción de la Virgen (Elche, Librería Atenea, 1951).
- Músics vells de la terra (Músicos viejos de la tierra). Sobre músicos catalanes de los siglos XVI y XVII (1904-1910).
- Músicos contemporáneos y de otros tiempos (Estudios de vulgarización). Primera serie (1910).
- Salterio sacro-hispano, publicado en 1882 y que no sobrevivió el año. En 1886 hubo un intento fallido de reiniciar la publicación. Se reanuda una tercera serie en 1905.
- El organista litúrgico español (1905).
- Los orígenes del Canto Romano. El antifonario gregoriano (Barcelona, "Gazeta de Mallorca", 1907).
- Antología de Organistas Clásicos Españoles: siglos XVI, XVII y XVIII (1908), 2 vols.
- Catálogo de la Biblioteca de la Diputación de Barcelona (1908).
- El plagio en las obras de Haendel (1911).[14]
- Reintegración de obras olvidadas (1914)[15]
- Coplas e instrumentos populares (1914)[16]
- Profesores músicos de antaño (1916)[17]

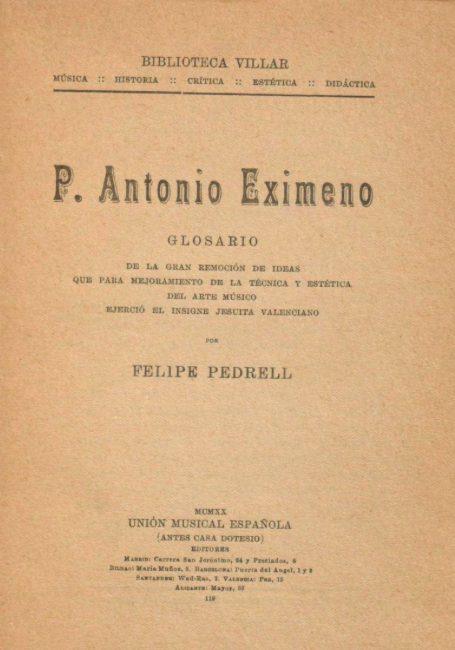
Portada del libro de Pedrell sobre Antonio Eximeno

- Las formas pianisticas. Orígenes y transformaciones de las formas instrumentales estudiadas en los instrumentos de teclado moderno (1918).
- Tomás Luis de Victoria, «Abulense». Biografía, bibliografía, significado estético de todas sus obras de arte polifónico-religioso, Ávila: Diputación provincial de Ávila. Institución «Alonso de Madrigal», 1918. (Edición facsimilar: Valladolid, Maxtor, 2014).
- Obras completas de Tomás Luis de Victoria (1919)[2]
- Eximeno. Glosario de la gran remoción de ideas que para mejoramiento del arte músico hizo el ilustre jesuita valenciano, Bilbao, Unión Musical Española, 1921. (Edición facsimilar: Valencia, Librería París-Valencia, 1992).
- Cancionero musical popular español (1922) - Nueva edición: Barcelona, Editorial de Música Boileau, 2010, 4 vols.
- Els madrigals i la missa de rèquiem de Joan Brudieu (Los madrigales y la misa de réquiem de Joan Brudieu) (escrito en colaboración con Higinio Anglés) (1927).

### Artículos y publicaciones periódicas
Entre sus diversos artículos se encuentran:
- los publicados como "Jornadas de arte" (1841-1891),
- monográficos al modo de "Palestrina y Victoria" (1899),
- la colección antológica de Musicaleria. Selección de artículos escogidos de crítica musical (Madrid, Librería de J. Cintas, 1906) (Valencia, F. Sempere y Cia., 1906 - Ed. facsimilar, Valencia, Librería París-Valencia).
- además de "Jornadas postreras" (Valls, Eduardo Castells, 1922).

Desde 1896 hasta 1899 se ocupó de la edición del boletín mensual La música religiosa en España.

## Otros escritos
- Los Pirineos. Trilogía original en verso catalán y traducción en prosa castellana por Víctor Balaguer; seguida de la versión italiana de José Mª. Arteaga Pereira, acomodada a la música de Felipe Pedrell, y de la obra de este último titulada "Por los Pirineos" (1892).
- "Carta abierta", en Federico Pastor y Lluis, Narraciones tortosinas, páginas de historia y biografía, Tortosa, Imprenta de J.L. Foguet y Sales, 1901.

## Obras musicales

### Composiciones de cámara
- Noches de España
- Nocturno-trío - 1873
- Orientales
- Quartet - (Cuarteto - 1879)
- Gaillard - 1879

### Corales
- Super Flumina Babilonis

### Teatro cómico lírico[18]
- Ells i elles - 1873 (zarzuela catalana)
- La guardiola - 1873 (zarzuela)
- La fantasma groga - 1873/1876 (adaptación de la opereta La Dot mal placé de Paul Lacôme y nueva música)
- La veritat i la mentida - 1873 (zarzuela catalana)
- Lo rei tranquil - 1873 (zarzuela catalana)
- El diplomático (opereta bufa), después Lluch-Llach (zarzuela catalana)  - 1873
- Les aventures de Cocardy - 1873 (ópera bufa)
- Eda - 1887/1888 (ópera cómica)
- Mara - 1889 (ópera cómica)
- Los secuestradores - 1889 (zarzuela)

### Misas / piezas religiosas
- Al·leluia - 1865
- Missa per dos veus i òrgan (Misa para dos voces y órgano) - 1857
- Tres Misses per tres veus i òrgan (Tres misas para tres voces y órgano) - 1861 - 1865 - 1866

### Ópera
Felip Pedrell se involucra en la composición operística con un propósito doble. Por un lado, busca la creación de una «ópera española», señalando «los derroteros que se han de seguir en ese viaje de exploración artística nacional». Por otro, su rivalidad con el compositor Tomás Bretón, puesta en evidencia tras el estreno por este último de Los amantes de Teruel, duramente criticada por Pedrell. En su tarea reconoce como maestro a Francisco Asenjo Barbieri «porque ha sido quizá el primero que ha impregnado su música del verdadero carácter español», y a quien escribe:

Tal es mi empeño que ése sólo ha podido obligarme a meterme aunque excepcionalmente y en contra de mis propósitos, de bruces en la odiada vida militante del arte, abandonada no tanto por cansancio como por hastío y repugnancia. Llegó a fe en momento climatérico después de los excesos de Los Amantes y sólo me resta presenciar el espectáculo posible de inconsecuencia que puede ofrecerme un público que ayer aplaudió a rabiar la obra y al autor.

Con esta intención confesa producirá L'ultimo abenzeraggio (El último abencerraje, 1874, en italiano), Quasimodo (1875) y Cleopatra (1878), premiada en Fráncfort. Tras Eda (1887) y Mara (1889), llegarán dos de sus obras más célebres: la trilogía Los Pirineus (Los  Pirineos, 1902) y La Celestina, tragicomedia lírica de Calisto y Melibea (1904), inédita hasta 1921. Ese mismo año llegará El comte Arnau (El conde Arnau) y posteriormente A matinada (La madrugada, 1906).

### Cánticos  religiosos
- Estrofas de Santa Teresa de Jesús
- Les cinq roses (Las cinco rosas)

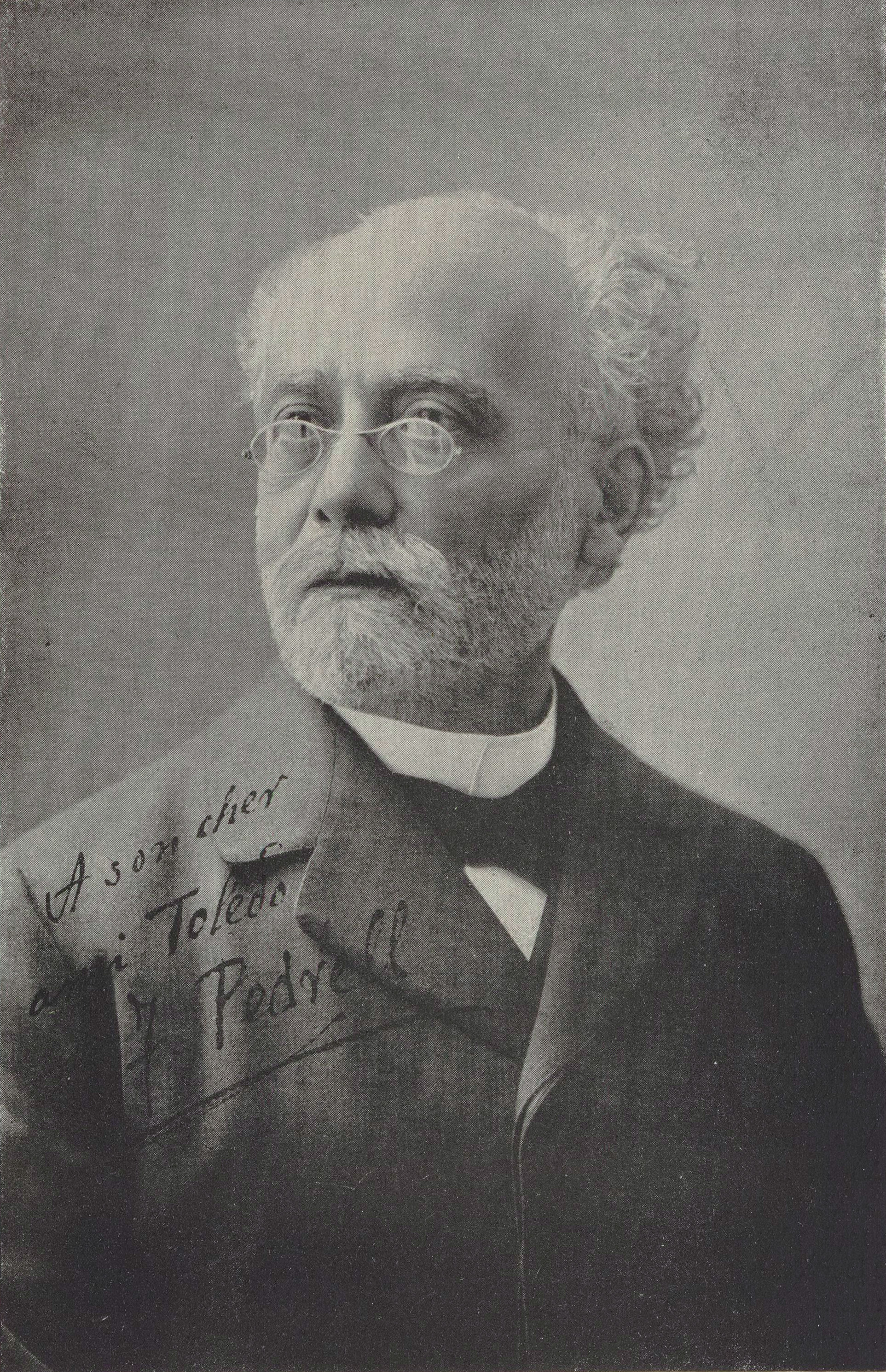
Retrato de Felipe Pedrell

- L'herba de l'amor (La hierba del amor)
- Lo sant nom de Jesús (El santo nombre de Jesús)
- Sant Joseph (San José)
- Sospirs (Suspiros)
- Tantum ergo

### Canciones
- Cada vegada que et veig (Cada vez que te veo)
- Canciones Arabescas
- Cantos Andaluces
- Íntimas
- Jesús als pecadors (Jesús a los pecadores)
- La Sagrada Familia
- La primavera que a estimar convida (La primavera que a amar invita)

### Poemas sinfónicos
- Lo cant de les muntanyes - 1877
- I trionfi (Los triunfos) - 1880
- Excelsior - 1880